# Raszowa (gromada w powiecie kozielskim)
Raszowa – dawna gromada, czyli najmniejsza jednostka podziału terytorialnego Polskiej Rzeczypospolitej Ludowej w latach 1954–1972.
Gromady, z gromadzkimi radami narodowymi (GRN) jako organami władzy najniższego stopnia na wsi, funkcjonowały od reformy reorganizującej administrację wiejską przeprowadzonej jesienią 1954 do momentu ich zniesienia z dniem 1 stycznia 1973, tym samym wypierając organizację gminną w latach 1954–1972.
Gromadę Raszowa z siedzibą GRN w Raszowej utworzono – jako jedną z 8759 gromad na obszarze Polski – w powiecie kozielskim w woj. opolskim, na mocy uchwały nr VII/22/54 WRN w Opolu z dnia 4 października 1954. W skład jednostki wszedł obszar dotychczasowej gromady Raszowa i obszary leśne o powierzchni 309 ha z dotychczasowej gromady Kłodnica ze zniesionej gminy Kłodnica oraz osada Kuszówka z dotychczasowej gromady Łąki Kozielskie ze zniesionej gminy Blachownia Śląska – w powiecie kozielskim, a także obszar dotychczasowej gromady Krasowa ze zniesionej gminy Zdzieszowice w powiecie strzeleckim w tymże województwie. Dla gromady ustalono 15 członków gromadzkiej rady narodowej.
31 grudnia 1959 do gromady Raszowa włączono obszar zniesionej gromady Januszkowice w tymże powiecie.
31 grudnia 1961 do gromady Raszowa włączono wieś Łąki Kozielskie ze zniesionej gromady Cisowa w tymże powiecie.
Gromada przetrwała do końca 1972 roku, czyli do kolejnej reformy gminnej.